# Riti segreti
Riti segreti è un film del 1970, diretto da Gabriella Cangini.